# Бел Геддес, Барбара
Барбара Бел Геддес (англ. Barbara Bel Geddes; 31 октября 1922[…], Нью-Йорк, Нью-Йорк — 8 августа 2005[…], Нортист-Харбор) — американская актриса и детская писательница, чья карьера охватила более шести десятилетий. Она номинировалась на премию «Оскар» в 1948 году за роль в фильме «Я помню маму» и в пятидесятых снялась в нескольких успешных голливудских лентах. Она наиболее известна по своей роли Мисс Элли Юинг в мыльной опере «Даллас», которая принесла ей премии «Эмми» и «Золотой глобус».

## Ранние годы
Барбара Бел Геддес родилась в Нью-Йорке 31 октября 1922 года в семье театрального дизайнера Нормана Бел Геддеса и его жены Хелен Белль. Актёрскую карьеру она начала в восемнадцатилетнем возрасте на Бродвее, сразу в нескольких знаменитых постановках. Наиболее примечательной стала её роль Мэгги в бродвейской постановке Элиа Казана «Кошка на раскаленной крыше» в 1956 году по пьесе Теннесси Уильямса, а также в комедии «Мэри, Мэри» в 1961 году, за которую она была номинирована на «Тони». В 1946 году Барбара Бел Геддес была награждена премией Кларенса Дервента и премией Дональдсон за «Выдающиеся достижения в театре».

## Карьера

В телесериале «Даллас»

Её кинокарьера началась в 1947 году с роли Джо Энн в фильме «Длинная ночь». Год спустя она стала номинанткой на премию «Оскар» за роль Кэтрин Хэнсон в фильме «Я помню маму». В начале 1950-х годов Комиссия по расследованию антиамериканской деятельности на время приостановила её карьеру. В это время Барбара Бел Геддес открыла для себя возможность работать на телевидении, где Альфред Хичкок предложил ей роли в своём сериале «Альфред Хичкок представляет». После четырёх эпизодов в сериале она снялась в его фильме «Головокружение» (1958), который стал первым в её кинокарьере после семи лет затишья. В 1952 году она стала обладательницей престижной премии «Женщина года» от Гарвардского университета. В 1959 году актриса снялась вместе с Луи Армстронгом в мюзикле «Пять пенни». В последующие годы Бел Геддес появилась всего в нескольких фильмах, последним из которых в её кинокарьере стал «Летнее дерево» в 1971 году.

### «Даллас»
В 1978 году Барбару Бел Геддес пригласили на роль Мисс Элли Юинг в телесериале «CBS» «Даллас», роль которой принесла ей международную известность. Она снималась в сериале с 1978 по 1990 год, став единственным исполнителем из этого сериала, удостоенным премий «Эмми» (1980) и «Золотой глобус» (1982). В конце 1970-х годов актриса перенесла мастэктомию и этот событие было решено связать и с её персонажем в «Далласе», в результате чего эта история помогла ей получить «Эмми» в 1980 году. В марте 1983 года Бел Геддес была сделана хирургическая операция на сердце, в результате чего ей пришлось пропустить седьмой сезон «Далласа» в 1983—1984 годах и её персонаж на время выбыл. В следующем году актриса решила покинуть роль. Чтобы не убивать персонажа, продюсеры решили заменить Бел Геддес актрисой Донной Рид на сезон 1984—1985 годов. В это время сериал также покинул Патрик Даффи и популярность «Далласа» начала падать. После долгих переговоров продюсерам удалось прийти к компромиссу с Бел Геддес и в 1985 году она вновь вернулась в шоу.
Барбара Бел Геддес продолжала сниматься в «Далласе» до 1990 года, после чего завершила свою актёрскую карьеру и уединилась в своём доме в деревне Нортхист-Харбор в штате Мэн. Там она занялась литературой, написав две детские книги. В 1993 году она была включена в Американский театральный зал славы в Нью-Йорке.

## Личная жизнь
В 1944 году Барбара Бел Геддес вышла замуж за театрального менеджера Карла Сайера, от которого родила дочь Сьюзен. В 1951 году они развелись и спустя год она вышла замуж за театрального режиссёра Виндзора Льюиса, который стал отцом её дочери Бэтси. Когда в 1967 году Льюис тяжело заболел, Барбара Бел Геддес прекратила сниматься и была вместе с мужем до его смерти в 1972 году.
Барбара Бел Геддес умерла от рака лёгких 8 августа 2005 года в своём доме в деревне Нортист-Харбор в Мэне на 83 году жизни.

## Избранная фильмография
| Год       |   | Русское название            | Оригинальное название     | Роль             |
| --------- | - | --------------------------- | ------------------------- | ---------------- |
| 1947      | ф | Длинная ночь                | The Long Night            | Джо Энн          |
| 1948      | ф | Я помню маму                | I Remember Mama           | Кэтрин Хэнсон    |
| 1948      | ф | Кровь на Луне               | Blood on the Moon         | Эми Лафтон       |
| 1949      | ф | Пленница                    | Caught                    | Леонора Имс      |
| 1950      | ф | Паника на улицах            | Panic in the Streets      | Нэнси Рид        |
| 1951      | ф | Четырнадцать часов          | Fourteen Hours            | Вирджиния Фостер |
| 1958      | ф | Головокружение              | Vertigo                   | Марджори Вуд     |
| 1958—1960 | с | Альфред Хичкок представляет | Alfred Hitchcock Presents | разные персонажи |
| 1959      | ф | Пять пенни                  | The Five Pennies          | Уилла Статсман   |
| 1971      | ф | Летнее дерево               | Summertree                | Рут              |
| 1978—1990 | с | Даллас                      | Dallas                    | Мисс Элли Юинг   |

## Награды и номинации
| Награда        | Год  | Категория                                       | Название работы | Результат |
| -------------- | ---- | ----------------------------------------------- | --------------- | --------- |
| Оскар          | 1949 | Лучшая женская роль второго плана               | Я помню маму    | Номинация |
| Золотой глобус | 1980 | Лучшая женская роль в драматическом телесериале | Даллас          | Номинация |
| Золотой глобус | 1981 | Лучшая женская роль в драматическом телесериале | Даллас          | Номинация |
| Золотой глобус | 1982 | Лучшая женская роль в драматическом телесериале | Даллас          | Победа    |
| Эмми           | 1979 | Лучшая женская роль в драматическом телесериале | Даллас          | Номинация |
| Эмми           | 1980 | Лучшая женская роль в драматическом телесериале | Даллас          | Победа    |
| Эмми           | 1981 | Лучшая женская роль в драматическом телесериале | Даллас          | Номинация |